# Peter Parker (Universo Cinematográfico Marvel)
Peter Parker é um personagem fictício interpretado principalmente por Tom Holland na franquia de mídia Universo Cinematográfico Marvel (UCM), baseado no personagem de mesmo nome criado por Stan Lee e Steve Ditko da Marvel Comics, comumente conhecido por seu pseudônimo, Homem-Aranha. Parker é retratado como um estudante do ensino médio na Escola Midtown de Ciência e Tecnologia que recebeu habilidades semelhantes às de uma aranha após ser picado por uma aranha radioativa e, desde então, trabalha secretamente como justiceiro. Ele é mais tarde recrutado por Tony Stark, que passa a ser seu mentor e se junta aos Vingadores. A versão de Holland do personagem é o sucessor de Peter Parker interpretado por Tobey Maguire na trilogia de Sam Raimi (2002–2007) e Peter Parker da duologia The Amazing Spider-Man (2012–2014) interpretado por Andrew Garfield; ambos reprisam seus papéis, juntando-se ao multiverso do UCM e aparecendo ao lado de Holland em Spider-Man: No Way Home (2021).
Atualmente, o personagem é uma das figuras centrais do UCM, tendo aparecido em cinco filmes e também na série de animação What If...? (2021), no qual é dublado por Hudson Thames. Ele também fez uma breve aparição no filme do Universo Homem-Aranha da Sony, Venom: Let There Be Carnage (2021) e aparecerá na série de animação intitulada Spider-Man: Freshman Year, que serve como uma prequência de Capitão América: Guerra Civil (2016). Em Homem de Ferro 2 (2010), o filho do diretor Jon Favreau, Max, aparece como uma criança usando uma máscara de Homem de Ferro depois que o personagem a salva de um drone. Esta foi, retroativamente, a introdução de um jovem Parker, conforme confirmado em 2017 por Holland, o produtor Kevin Feige, e Jon Watts, diretor dos filmes do Homem-Aranha. A performance de Holland como o personagem rendeu ao ator elogios e prêmios.

## Conceito e criação

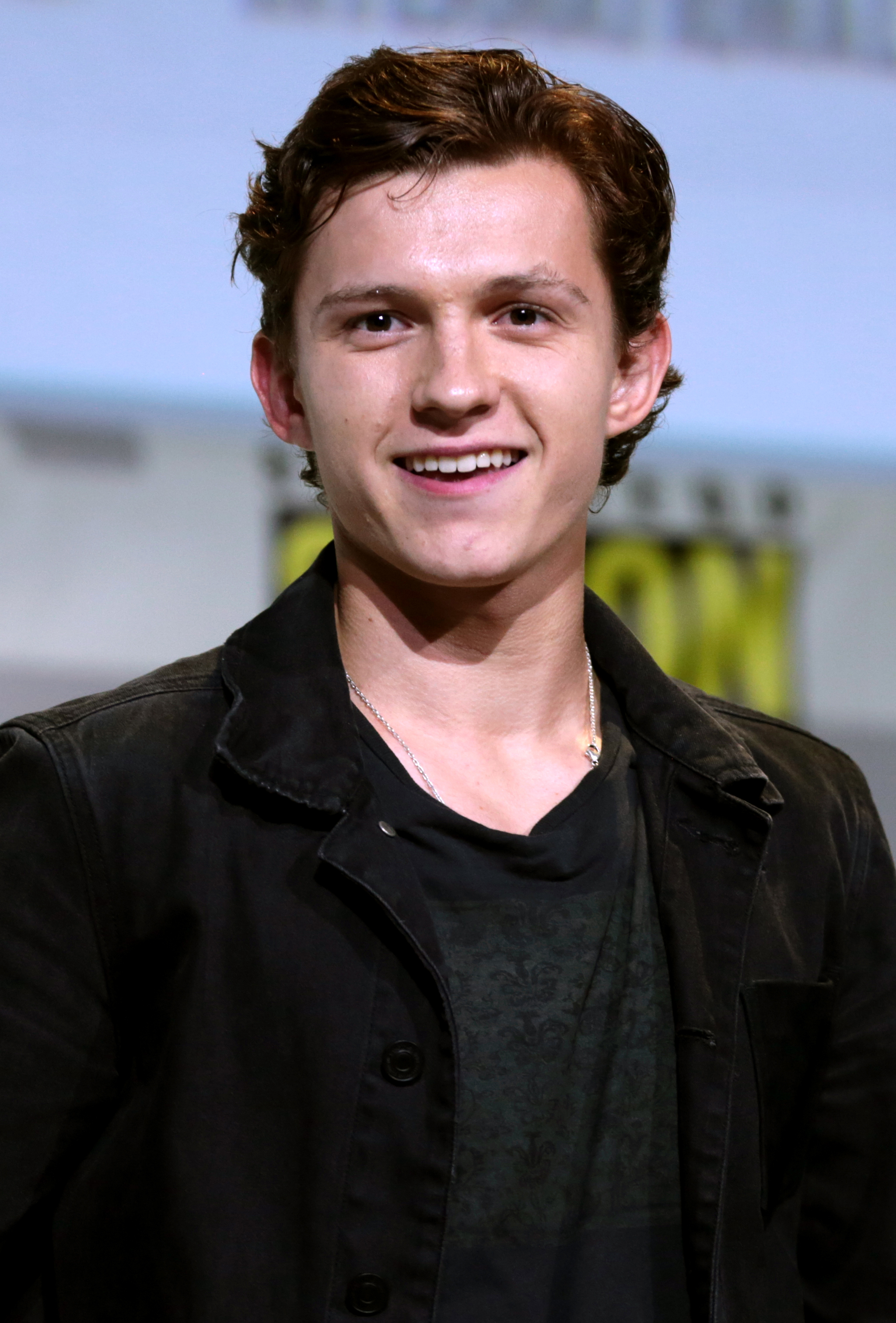
Tom Holland na San Diego Comic-Con 2016.

Peter Parker estreou pela primeira vez como personagem de quadrinhos na antologia de quadrinhos Amazing Fantasy #15 (agosto de 1962). Após um aumento na demanda adolescente por histórias em quadrinhos, o editor e redator principal da Marvel Comics, Stan Lee, queria criar um personagem no qual os adolescentes pudessem se identificar.:1 Lee citou o combatente do crime da revista Pulp, o Spider, como uma influência,:130 e afirmou que ficou ainda mais inspirado ao ver uma aranha escalar uma parede — acrescentando em sua autobiografia que ele contou essa história tantas vezes que ficou inseguro se isso era ou não verdade. Lee "queria que o personagem fosse um cara muito humano, alguém que comete erros, que se preocupa, que fica com acne, tem problemas com a namorada, coisas assim". Jack Kirby, por sua vez, tinha um personagem inédito no qual colaborou com Joe Simon na década de 1950, no qual um menino órfão que vivia com um casal de idosos encontra um anel mágico que lhe concede poderes sobre-humanos. Lee e Kirby tiveram uma conferência sobre a história, e Lee se dirigiu a Kirby para dar vida ao personagem e desenhar algumas páginas.:12 Insatisfeito com a direção da história de Kirby, Lee passou o projeto para Steve Ditko, que desenhou o personagem com um traje com uma máscara facial, um poder de aderência e teias disparadas pelo pulso. Sob a direção de Lee, o personagem "se tornou o estudante colegial Peter Parker, que adquire seus poderes de aranha após ser picado por uma aranha radioativa".
Uma série tokusatsu (live-action) apresentando um personagem original chamado Takuya Yamashiro assumindo o manto do Homem-Aranha, "Supaidā-Man" foi produzida pela Toei e exibida no Japão de 1978 a 1979. O personagem foi destaque em uma trilogia de filmes de ação live-action dirigidos por Sam Raimi e estrelados por Tobey Maguire como o super-herói titular, com títulos lançados de 2002 a 2007. Uma terceira sequência foi originalmente programada para ser lançada em 2011, mas a Sony decidiu mais tarde reiniciar a franquia com um novo diretor e elenco. O reboot, intitulado The Amazing Spider-Man, foi lançado em 2012; dirigido por Marc Webb e estrelado por Andrew Garfield como o novo Homem-Aranha, foi seguido por uma sequência em 2014.
Após o hackeamento de computadores da Sony Pictures em novembro de 2014, foram divulgados e-mails entre a co-presidente da Sony Pictures Entertainment, Amy Pascal e o presidente Doug Belgrad, informando que a Marvel queria incluir o Homem-Aranha (cujos direitos do filme são licenciados pela Sony) em Capitão América: Guerra Civil, mas acredita-se que as conversas entre os estúdios a respeito disso foram interrompidas. No entanto, em fevereiro de 2015, os estúdios chegaram a um acordo de licenciamento para o uso do Homem-Aranha em um filme do Universo Cinematográfico Marvel (UCM), e relatórios indicaram que o personagem realmente apareceria em Guerra Civil. Segundo o acordo, a Sony Pictures continuaria a possuir, financiar, distribuir e exercer o controle criativo final sobre os filmes do Homem-Aranha. No mês seguinte, o CCO Joe Quesada da Marvel Entertainment indicou que a versão de Peter Parker do personagem seria usada, o que Feige confirmou em abril. Feige também afirmou que a Marvel havia trabalhado para adicionar o Homem-Aranha ao UCM desde pelo menos outubro de 2014. Em junho, Feige esclareceu que o acordo inicial com a Sony não permite que o personagem apareça em qualquer série de televisão do UCM, já que era "muito específico... com uma certa quantidade de idas e vindas permitidas". No mesmo mês, as empresas anunciaram que, após muitas audições, Tom Holland havia sido escalado para interpretar o Homem-Aranha dentro do UCM. Holland fez sua estreia como Homem-Aranha em Guerra Civil (2016), antes de mais tarde estrelar em Spider-Man: Homecoming (2017); dirigido por Jon Watts. Holland reprisou seu papel como Homem-Aranha em Avengers: Infinity War (2018), Avengers: Endgame (2019) e Spider-Man: Far From Home (2019).
Em agosto de 2019, as negociações entre a Sony e a Marvel foram interrompidas, deixando o futuro do personagem no UCM incerto. No mês seguinte, no entanto, as empresas concordaram com um novo acordo para que o Homem-Aranha voltasse ao UCM, começando com Spider-Man: No Way Home, que será lançado em dezembro de 2021. A Disney fornecerá 25% do orçamento do filme e receberá 25% do seu lucro. O novo acordo também permite que o personagem do Homem-Aranha apareça em ambos os filmes do UCM da Marvel Studios, além dos filmes autônomos de personagens da Marvel produzidos pela Sony Pictures para a franquia de mídia Universo Homem-Aranha da Sony para fazer a ponte entre as duas séries de filmes. Holland afirmou que o próximo filme é o último em seu contrato atual para interpretar o personagem. Além disso, em uma entrevista com a GQ publicada em 17 de novembro de 2021, Holland afirmou que estava considerando seu futuro como Homem-Aranha, afirmando que achava que poderia ser um bom momento para ele renunciar ao papel, sugerindo que estaria fazendo algo errado se estivesse ainda desempenhando o papel em seus 30 anos de idade. Na mesma entrevista, Holland também defendeu a substituição de Peter Parker por uma versão live-action de Miles Morales.

### Caracterização
Tom Holland aparece pela primeira vez como Peter Parker no UCM em Capitão América: Guerra Civil, onde é recrutado por Tony Stark para ajudá-lo a prender o Capitão América e seus vingadores desonestos. O produtor Kevin Feige disse que Parker ficaria dividido entre as ideologias de super-heróis, dizendo: "Ele quer ser como esses outros personagens? Ele não quer ter nada a ver com esses outros personagens? Como isso afeta sua experiência, sendo tão fundamentado, mas herói superpoderoso? Essas são todas as coisas com que Stan Lee e Steve Ditko brincaram nos primeiros dez anos de seus quadrinhos, e que agora podemos brincar pela primeira vez em um filme." Sobre o alinhamento com Tony Stark, Anthony Russo disse que, apesar de entrar no conflito após as duas facções terem se formado e de não ter muito investimento político, a escolha de Parker vem de "um relacionamento muito pessoal" que ele desenvolve com Stark. Os Russo esperavam "adotar uma abordagem muito lógica, realista e naturalista do personagem" em comparação com as representações dos filmes anteriores. Anthony Russo acrescentou que a introdução do personagem tinha que se encaixar "naquele mundo estilístico tonal específico" do UCM, bem como o tom estabelecido pelos diretores em Captain America: The Winter Soldier, dizendo: "É um pouco mais fundamentado e um pouco mais contemporâneo. [...] Isso estava 'colorindo muito nossas escolhas' com Parker". Sobre o traje do Homem-Aranha, Joe Russo o descreveu como "um traje ligeiramente mais tradicional, influenciado por Steve Ditko", e que o filme exploraria a maneira como o traje funciona, particularmente os olhos mecânicos. A representação de Peter Parker no UCM omite a referência explícita ao Tio Ben, cuja morte foi um evento significativo tanto nos quadrinhos quanto na série de filmes anteriores. A única exceção é no quinto episódio da primeira temporada de What If...?, "What If... Zombies?!", onde Parker menciona todos os que morreram em sua vida na linha do tempo do episódio.
Outra mudança é o relacionamento paterno de Parker com Stark. Este foi parcialmente adaptado da execução de J. Michael Straczynski nos quadrinhos The Amazing Spider-Man (de #519 a #536), as cinco primeiras edições da série limitada Guerra Civil e Ultimate Comics, onde Stark e Parker compartilham uma relação treinador-aprendiz. Alguns críticos não gostaram da confiança de Parker em Stark, ao contrário de retratos cinematográficos anteriores do Homem-Aranha mostrando o personagem como mais autossuficiente; vários dos trajes de Homem-Aranha adequados de Parker no UCM também foram projetados por Stark, ou construídos por Parker com a tecnologia da Stark Industries, enquanto nos quadrinhos Parker desenhou e construiu seus trajes inteiramente por si mesmo.
Os relacionamentos de Peter com Mary Jane Watson ou Gwen Stacy não existem no UCM; em vez disso, ele se apaixona por Michelle, uma colega de escola depois que sua paixão anterior, Liz, se mudou.

## Aparições
- Uma cena em Homem de Ferro 2 (2010) retrata um menino com uma máscara infantil de Homem de Ferro parado bravamente na frente de um dos robôs de Justin Hammer, que aponta para ele. Bem a tempo, o menino é resgatado por Tony Stark / Homem de Ferro. Tom Holland confirmou em uma entrevista de 2017 que foi decidido retroativamente que o menino era Peter Parker.[45] Max Favreau, filho do diretor Jon Favreau, interpreta o jovem Peter Parker.[5]
- A primeira referência ao Homem-Aranha dentro do Universo Cinematográfico Marvel, após o acordo com a Sony, está no final de Homem-Formiga (2015). Segundo o diretor Peyton Reed, a referência é feita por um repórter a Sam Wilson / Falcão, que está procurando o Homem-Formiga. O repórter afirma: "Bem, nós temos de tudo hoje em dia. Temos um cara que pula, temos um cara que balança, temos um cara que rasteja pelas paredes, você tem que ser mais específico."[46]
- A primeira aparição em tela de Peter Parker no Universo Cinematográfico Marvel é em Capitão América: Guerra Civil (2016), quando Tony Stark o recruta para lutar ao lado de sua facção dos Vingadores. Holland optou por não ler todo o roteiro de Guerra Civil para evitar o possível vazamento de informações sobre o enredo publicamente.[47]
- Em Spider-Man: Homecoming (2017), dirigido por Jon Watts,[48][49] Parker equilibra sua vida escolar com seus deveres como Homem-Aranha, ao mesmo tempo que é orientado por Tony Stark, enquanto ele batalha com um vendedor ilegal de armas conhecido como o Abutre.[28]
- Na primeira temporada de Fugitvos, tem um boneco do Homem-Aranha na coleção de brinquedos de Alex Wilder.
- Em Deadpool & Wolverine, há uma foto de Tony Stark com Peter, porém a cara de Peter está tampada com o capacete que ele utiliza em Homem de Ferro 2 devido ao feitiço lançado pelo Doutor Estranho em Homem-Aranha: Sem Volta para a Casa.
- Em Avengers: Infinity War (2018), Parker se junta a Stark, Stephen Strange, Peter Quill, Drax e Mantis no combate a Thanos no planeta Titã. No final, Parker é uma das vítimas do Blip.[50]
- Em Avengers: Endgame (2019), Parker é restaurado à vida e se junta à batalha final contra um Thanos alternativo. Ele então vai ao funeral de Stark e retorna ao colégio.[51]
- Em Homem-Aranha: Longe de Casa (2019),[52] Parker viaja com seus colegas de classe restaurados para a Europa em uma viagem de verão, mas retorna aos super-heróis quando Talos (disfarçado de Nick Fury) o recruta para se juntar a Mysterio contra os Elementais. Depois que Parker descobre que Mysterio é o verdadeiro autor dos ataques, ele derrota seus drones e o próprio Mysterio. No final, ele é enquadrado por J. Jonah Jameson usando imagens editadas por Mysterio de assassiná-lo e sua identidade como Homem-Aranha é exposta.
- Em What If...? (2021), uma variante de Parker em uma linha do tempo alternativa aparece como "Homem-Aranha Caçador de Zumbis" no qual ele é um dos Vingadores sobreviventes à um vírus de zumbi quântico.[53][54]
- Em Spider-Man: No Way Home (2021), Parker enfrenta uma crise de identidade e busca a ajuda de Strange enquanto enfrenta ameaças multiversais.[34][55]
- Em Doutor Estranho no Multiverso da Loucura, Doutor Estranho menciona o incidente com o Homem Aranha envolvendo o multiverso (Homem-Aranha: Sem Volta para a Casa) com América Chavez.
- Uma série animada intitulada Spider-Man: Freshman Year explorará os primeiros dias de Parker como Homem-Aranha, ocorrendo antes dos eventos de Guerra Civil.[56]

## Biografia fictícia

### Juventude
Peter Parker nasceu em 10 de agosto de 2002 em Forest Hills, Queens. Durante a maior parte de sua vida, ele foi criado por seu tio, Ben Parker, e sua tia, May Parker, depois que seus pais morreram. Em 2011, na Stark Expo, Parker foi atacado por um drone, mas foi salvo pelo Homem de Ferro.

### Guerra Civil e confronto com Abutre
Em 2016, Parker é um adolescente no ensino médio que mora com sua tia May Parker em Queens, Nova Iorque. Ele conhece Tony Stark em seu apartamento, que revela que sabe que Parker é o Homem-Aranha, e o recruta para seu estágio. Tendo sido enviado para a Alemanha, Parker recebe um novo traje do Homem-Aranha enviado de Stark e é levado ao aeroporto de Leipzig/Halle para ajudar Stark, James Rhodes, Natasha Romanoff, T'Challa e Visão na luta contra Steve Rogers, Bucky Barnes, Sam Wilson, Wanda Maximoff, Clint Barton e Scott Lang. Apesar disso, Parker é fã de Rogers, que também respeita a bravura de Parker, e ao se enfrentarem trocam de onde em Nova Iorque os dois são. Parker primeiro incapacita brevemente Barnes e Wilson antes de lutar contra Lang em sua forma gigante e eventualmente é capaz de ajudá-lo a tropeçar. Depois que a luta termina, Stark o leva de volta para casa.
Dois meses depois, Parker continua a equilibrar sua vida como um estudante do ensino médio, enquanto desempenha suas funções como o super-herói Homem-Aranha. Uma noite, Parker volta para casa para encontrar seu melhor amigo Ned Leeds em seu quarto, que descobre sua identidade de super-herói. Ned promete não contar a ninguém. Mais tarde, Peter e Ned comparecem a uma festa da escola, mas Parker imediatamente sai e salva Aaron Davis quando ele tenta comprar armas Chitauri de Jackson Brice e Herman Schultz, permitindo que os traficantes fujam, mas Parker os segue antes de ser pego por seu chefe Adrian Toomes. Toomes joga Parker em um lago, e Parker é então salvo por um dos trajes de Stark, que está monitorando Parker através do traje. Em uma viagem acadêmica para Washington, D.C., Parker e Ned desativaram o rastreador de Stark dentro do traje de Parker. Depois de retornar a Nova Iorque, Parker captura o novo comprador de Toomes, Mac Gargan, a bordo da balsa de Staten Island, mas Toomes escapa e uma arma com defeito rasga a balsa pela metade. Parker, que não consegue consertar a balsa, é auxiliado por Stark, que chega e salva os passageiros. Posteriormente, o traje de Parker é confiscado por Stark como punição por sua imprudência. Mais tarde, Parker descobre que Toomes é o pai de sua paixão do colégio, Liz. Durante o passeio para o baile de boas-vindas da escola que Parker e Liz se prepararam para assistir juntos, Toomes deduz que Parker é o Homem-Aranha. Depois de deixar Liz no baile, Toomes ameaça Parker para não interferir em seus planos. Apesar do aviso de Toomes, Parker abandona Liz para encontrar Toomes, embora ele seja emboscado por Schultz no estacionamento da escola. Com a ajuda de Ned, Parker derrota Schultz e localiza Toomes, que planejou sequestrar um avião de Controle de Danos que transportava armas para os Vingadores. Depois que o traje danificado de Toomes explode, Parker salva Toomes e o deixa para ser preso. Liz está com raiva de Parker por mais uma vez abandoná-la e, em lágrimas, informa a ele que ela e sua mãe irão se mudar. Parker mais tarde recebe uma mensagem de Happy Hogan, que está na escola e leva Parker para o Complexo dos Vingadores. Lá, Stark o parabeniza e oferece a Parker para se juntar aos Vingadores, no entanto, ele recusa. Depois de voltar para casa, Parker descobre que Stark devolveu seu traje e é pego por May com o traje do Homem-Aranha.

### Guerra Infinita e ressurreição
Em 2018, durante uma viagem de campo, Parker vê uma nave espacial sobre a cidade de Nova Iorque e pede a Ned para dar cobertura enquanto ele sai do ônibus escolar. Ele ajuda Stark a afastar Cull Obsidian, que diz a ele para ajudar Stephen Strange, que é capturado por Ebony Maw. Parker segue Maw até sua nave, o que leva Stark a voar para o espaço e resgatar Parker. Ele e Stark resgatam Strange e matam Maw, e Stark declara Parker um Vingador. Depois de pousar no planeta Titã, eles são confrontados por Peter Quill, Drax e Mantis, antes de perceberem que estão do mesmo lado. Para sua surpresa, Strange testemunha 14.000.605 resultados possíveis do conflito dos heróis, em apenas um dos quais os heróis são vitoriosos. Depois que Thanos chega, seu plano para tirar a Manopla dele não tem sucesso depois que Quill o sabota. Depois que Thanos joga uma das luas de Titã neles, Parker resgata uma inconsciente Mantis, Quill, Drax e Nebulosa. Sem sucesso em impedir Thanos de coletar todas as joias do infinito, Thanos consegue apagar metade de toda a vida no universo, resultando na desintegração de Parker.
Em 2023, Parker é restaurado à vida por Bruce Banner e é trazido por Strange através de um portal para o Complexo dos Vingadores destruído para se juntar à batalha final contra um Thanos alternativo. Durante a batalha, Parker luta contra os Outriders e carrega a Manopla Stark antes de entregá-la a Carol Danvers. Depois que Stark se sacrifica para vencer a batalha, Parker vai ao seu funeral e volta ao colégio.

### Férias escolares
Em 2024, Parker, ainda de luto pela morte de Stark, vai a uma viagem de verão da escola para a Europa com Ned e outros colegas de classe, na qual ele planeja revelar seus sentimentos românticos por sua colega MJ. Durante a viagem, Parker e seus colegas encontram um monstro aquático em Veneza, que é derrotado por um homem desconhecido chamado Quentin Beck. Parker é abordado por Nick Fury para ajudar na batalha contra os Elementais e nomeia Beck como companheiro de equipe de Parker para derrotá-los. Fury também deu a Parker o E.D.I.T.H., uma inteligência artificial criada por Stark originalmente para seu sucessor. Parker e Beck derrotam os Elementais restantes em Praga. Depois de Beck ganhar a confiança de Parker, Parker entrega o E.D.I.T.H. para Beck. No entanto, uma noite, enquanto Parker tenta confessar seus sentimentos românticos a MJ, ela adivinha que Parker é o Homem-Aranha, uma dedução que ele nega a princípio, até que os dois descobrem a fraude de Beck em usar projetores de holograma para criar visualmente os Elementais, no qual faz com que Parker confirme a MJ que ele é o Homem-Aranha. Beck revela que ele era um ex-associado de Stark que foi demitido por ser instável. Parker viaja para Berlim para alertar Fury sobre a fraude de Beck, apenas para ser enganado por Beck, usando sua tecnologia de ilusão.
Parker quase é deixado para morrer por Beck e acaba na Holanda, onde entra em contato com Happy Hogan. Beck usa o E.D.I.T.H. para criar uma fusão de todos os Elementais como um disfarce para matar os colegas de classe de Parker em Londres. Eventualmente, Parker derrota Beck e recupera o E.D.I.T.H. Beck é acidentalmente baleado por drones que ele pretendia usar para atacar Parker. Após retornar a Nova Iorque, Parker começa seu relacionamento com MJ. Depois de balançar com ela pela cidade, eles testemunharam uma transmissão de J. Jonah Jameson do TheDailyBugle.net, mostrando imagens adulteradas da batalha de Parker e Beck, enquadrando Parker pelo ataque de drones que levou à morte de Beck e expondo a identidade de Parker como Homem-Aranha, para grande choque de Peter.

### Feitiço de esquecimento e confronto com Duende Verde
Após a revelação de sua identidade secreta, a vida de Parker é interrompida por problemas legais, vigilância constante de sua vida privada e de seus entes próximos, e um culto de personalidade à Mysterio. Embora seja capaz de limpar seu nome legalmente com a ajuda do advogado Matt Murdock, ele ainda é rotineiramente vilipendiado pelos seguidores de Jameson e Mysterio, e sua identidade pública impede que ele, MJ e Ned sejam admitidos no MIT. Sentindo-se culpado, Parker procura Stephen Strange, pedindo-lhe para lançar um feitiço que faça com que todos esquecerem que ele é o Homem-Aranha. Strange concorda em lançar o feitiço, mas dá errado quando Parker continua adicionando novos termos à magia, fazendo com que Strange desligue o feitiço. Parker então rastreia uma oficial de admissões do MIT para convencê-la a reconsiderar Ned e MJ para a escola, mas é emboscado por Otto Octavius, um cientista de outro universo com quatro membros mecânicos. Parker salva a oficial da destruição de Octavius e logo é capturado, junto com Octavius, por Strange, que explica que o feitiço mal sucedido trouxe pessoas de outros universos que sabiam de sua identidade secreta em seu universo. Strange atarefa Parker, Ned e MJ em encontrar e capturar os outros "visitantes" para que ele possa enviá-los de volta aos seus universos.
Parker posteriormente captura Flint Marko / Homem-Areia do universo de Octavius e Max Dillon / Electro de outro, enquanto encontra Norman Osborn, um cientista com personalidade dividida do universo de Marko e Octavius, nos escritórios do F.E.A.S.T., um abrigo para sem-teto onde May trabalha. May encoraja Parker a ajudar os vilões em vez de lutar contra eles, um sentimento que Parker abraça quando percebe que todos os "visitantes" estão condenados a morrerem pelas mãos do Homem-Aranha quando retornarem a seus universos. Strange encoraja Parker a deixá-los sucumbir ao seu destino, mas Parker se recusa, prendendo Strange na dimensão espelhada depois de uma luta e trazendo os visitantes ao apartamento de Happy Hogan para "curar" os vilões. Ele primeiro usa a tecnologia Stark para reparar o chip inibidor de Octavius, restaurando sua personalidade original e controle sobre seus braços mecânicos, e também desenvolve um dispositivo para conter a eletricidade de Dillon, bem como uma cura para a insanidade de Osborn, mas a personalidade alternativa de Osborn, o Duende Verde, logo assume e luta de volta contra Parker, permitindo que Dillon, Marko e Curt Connors / Lagarto (do universo de Dillon) escapem. Na batalha que se seguiu, Osborn fere mortalmente May, que diz a Parker que "com grandes poderes vêm grandes responsabilidades" antes de morrer por seus ferimentos.
Parker fica profundamente deprimido após a morte de May, decidindo mandar os vilões para casa e deixá-los morrer, já que ele acredita que May morreu por nada. Ele é encontrado e confortado por Ned e MJ, bem como duas versões alternativas de si mesmo — uma do universo de Dillon e Connors, e uma do universo de Osborn e Octavius — que também foram transportados pelo feitiço de Strange. Os Parkers alternativos o convencem a não desistir, contando histórias sobre as perdas de Gwen Stacy e Ben Parker, respectivamente, e garantem a ele que a morte de May não foi em vão. Os três Peter Parkers trabalham juntos para desenvolver curas para os vilões restantes (compartilhando anedotas sobre a vida como Homem-Aranha ao longo do caminho) antes de atrair os vilões para a Estátua da Liberdade para uma batalha final. Apesar da dificuldade de trabalhar em equipe, eles eventualmente subjugam e curam Connors, Marko e Dillon, com a ajuda do curado Octavius. Quando Osborn chega, no entanto, um vingativo Parker o ataca brutalmente e quase o mata com seu próprio planador, até que o Parker do universo de Osborn o impede antes de ser esfaqueado. Parker então administra a cura de Osborn, finalmente livrando-o de sua personalidade do Duende Verde. Strange, tendo sido inadvertidamente libertado por Ned, insiste em tentar novamente o feitiço para mandar todos de volta, e Parker pede que ele faça com que todos se esqueçam de Peter Parker, a fim de mantê-los seguros. Ele então se despede afetuosamente de suas duas personalidades alternativas e professa seu amor por MJ, prometendo encontrá-la e contar a verdade sobre sua identidade e relacionamento. O feitiço então é concluído, enviando todos de volta para seus próprios universos e fazendo com que todos em seu universo se esqueçam de Peter Parker.
Na sequência, Parker visita Ned e MJ, que agora não têm ideia de quem ele é, e pretende revelar sua identidade para eles, mas não consegue. Agora totalmente sozinho, ele se muda para um novo apartamento, começa a estudar para conseguir seu GED, e faz à mão um novo traje do Homem-Aranha para continuar seu trabalho de herói.

## Versão alternativa

### What If...?
Em um 2018 alternativo, Parker (comercializado como Homem-Aranha Caçador de Zumbis, com o Manto da Levitação do Doutor Estranho anexado após Strange se tornar um zumbi) está entre os sobreviventes de um surto de vírus quântico que transforma os infectados em zumbis, e se junta aos outros sobreviventes em busca de uma cura em Camp Lehigh. Após uma luta com uma Wanda Maximoff zumbificada, ele foge com T'Challa e Scott Lang, levando a Joia da Mente para Wakanda para acabar com o vírus, sem saber que um Thanos zumbificado os esperava.